# Elísabet Jökulsdóttir
Elísabet Jökulsdóttir (født 16. april 1958 i Reykjavík) er en islandsk forfatter og freelancejournalist. Hun boede et år i Grækenland i sin ungdom og havde forskellige job, før hun påbegyndte sin forfatterkarriere. Hendes første digtsamling udkom i 1989. Hun har skrevet noveller, romaner og dramatik. Hun er bedst kendt som digter, journalist og for sit teaterarbejde.
Hun er datter af forfatterne Jóhönnu Kristjónsdóttír og Jökuls Jakobsson og er mor til tre sønner.
Elísabet Jökulsdóttir var kandidat til det islandske præsidentvalg i 2016.
I 2020 vandt hun Den islandske litteraturpris for romanen Aprilsolskinskulde (Noget helt særligt) - En fortælling om kærlighed, vanvid og trøst. Bogen blev nomineret til Nordisk Råds litteraturpris i 2022 og er oversat til dansk. Hun var første gang nomineret til prisen i 2016 for en digtsamling.